# Wereldkampioenschap voetbal 1974
Het FIFA wereldkampioenschap voetbal 1974 was de tiende editie van een internationale voetbalwedstrijd tussen de nationale mannenteams van landen die aangesloten zijn bij de FIFA. West-Duitsland (en West-Berlijn) fungeerde als gastheer van de eindronde van het kampioenschap, zoals besloten door de FIFA op 6 juli 1966 tijdens een congres in Londen. Aan het kwalificatietoernooi deden 99 landen mee, waarvan er 92 ook daadwerkelijk in actie kwamen. De loting voor de WK-eindronde werd verricht op zaterdag 5 januari 1974 in Frankfurt am Main (West-Duitsland).
In 1974 werd voor het eerst een tweede ronde gespeeld bestaande uit groepswedstrijden, en geen kwart- en halve finales zoals in de voorgaande edities. Het voordeel hiervan was dat er tussen eerste ronde en finales twee keer zoveel wedstrijden zouden moeten worden gespeeld. Een nadeel zou kunnen zijn dat ploegen afwachtend en risicomijdend zouden gaan spelen. Dat bleek bij dit toernooi niet het geval te zijn. De nieuwe opzet werd gehandhaafd bij het WK in 1978; in 1982 werd het aantal deelnemende landen uitgebreid naar 24 en werd een andere opzet noodzakelijk.

## Kwalificatie
| FIFA-lid       | Confederatie | Kwalificatie             | Aantal dln. (incl. 1974) | Dln. op rij | Eerste dln. | Laatste dln. | Titels (excl. 1974) | Beste prestatie |
| -------------- | ------------ | ------------------------ | ------------------------ | ----------- | ----------- | ------------ | ------------------- | --------------- |
| Zaïre          | CAF          | Finaleronde              | 1e                       | 1           | n.v.t.      | n.v.t.       | n.v.t.              | n.v.t.          |
| Australië      | OFC          | Finale                   | 1e                       | 1           | n.v.t.      | n.v.t.       | n.v.t.              | n.v.t.          |
| West-Duitsland | UEFA         | Gastland                 | 8e                       | 6           | 1934        | 1970         | 1                   | Kampioen        |
| Zweden         | UEFA         | Winnaar groep 1          | 6e                       | 2           | 1934        | 1970         | 0                   | Tweede          |
| Italië         | UEFA         | Winnaar groep 2          | 8e                       | 4           | 1934        | 1970         | 2                   | Kampioen        |
| Nederland      | UEFA         | Winnaar groep 3          | 3e                       | 1           | 1934        | 1938         | 0                   | Eerste ronde    |
| DDR            | UEFA         | Winnaar groep 4          | 1e                       | 1           | n.v.t.      | n.v.t.       | n.v.t.              | n.v.t.          |
| Polen          | UEFA         | Winnaar groep 5          | 2e                       | 1           | 1938        | 1938         | 0                   | Eerste ronde    |
| Bulgarije      | UEFA         | Winnaar groep 6          | 4e                       | 4           | 1962        | 1970         | 0                   | Groepsfase      |
| Joegoslavië    | UEFA         | Winnaar groep 7          | 6e                       | 1           | 1930        | 1962         | 0                   | Vierde          |
| Schotland      | UEFA         | Winnaar groep 8          | 3e                       | 1           | 1954        | 1958         | 0                   | Groepsfase      |
| Haïti          | CONCACAF     | Eerste finalegroep       | 1e                       | 1           | n.v.t.      | n.v.t.       | n.v.t.              | n.v.t.          |
| Brazilië       | CONMEBOL     | Titelverdediger          | 10                       | 10          | 1930        | 1970         | 3                   | Kampioen        |
| Uruguay        | CONMEBOL     | Winnaar groep 1          | 7                        | 4           | 1930        | 1970         | 2                   | Kampioen        |
| Argentinië     | CONMEBOL     | Winnaar groep 2          | 6                        | 1           | 1930        | 1966         | 0                   | Tweede          |
| Chili          | CONMEBOL     | play-off (UEFA–CONMEBOL) | 5                        | 1           | 1930        | 1966         | 0                   | Derde           |

## Deelnemende landen
| Groep A                            | Groep B                              | Groep C                            | Groep D                       |
| ---------------------------------- | ------------------------------------ | ---------------------------------- | ----------------------------- |
| Australië Chili DDR West-Duitsland | Brazilië Joegoslavië Schotland Zaïre | Bulgarije Nederland Uruguay Zweden | Argentinië Haïti Italië Polen |

## Speelsteden
|                                     | Hamburg                                 | Hannover                          | Stuttgart |
| Volksparkstadion Capaciteit: 62.000 | Niedersachsenstadion Capaciteit: 65.000 | Neckarstadion Capaciteit: 71.000  |           |
|                                     |                                         |                                   |           |
| West-Berlijn                        | Gelsenkirchen                           | München                           |           |
| Olympiastadion Capaciteit: 86.000   | Parkstadion Capaciteit: 72.000          | Olympiastadion Capaciteit: 80.000 |           |
|                                     |                                         |                                   |           |
| Dortmund                            | Düsseldorf                              | Frankfurt                         |           |
| Westfalenstadion Capaciteit: 54.000 | Rheinstadion Capaciteit: 67.000         | Waldstadion Capaciteit: 61.000    |           |
|                                     |                                         |                                   |           |

## Scheidsrechters
Dertig scheidsrechters werden voor de wedstrijden aangewezen.

## Groepsfase

### Groep 1
De grote schok kwam na de loting, toen West-Duitsland uitgerekend aan Oost-Duitsland werd gekoppeld. Het zou de eerste (en laatste) keer zijn, dat de beide bloedverwanten een interland tegen elkaar zouden spelen. Na het zowel qua spel als qua resultaat zeer succesvolle EK in 1972 werd er veel verwacht van de West-Duitsers. De eerste wedstrijd won West-Duitsland met 1-0 van Chili door een kanonskogel van Paul Breitner. De Chileen Caszely werd met een rode kaart uit het veld gestuurd, de eerste in de WK-geschiedenis. In de tweede wedstrijd verwachtte het kritische thuispubliek een monsterzege tegen Australië, maar dat viel tegen, het thuispubliek begon de ploeg uit te fluiten en aanvoerder Franz Beckenbauer reageerde zich met wegwerpgebaren af tegen het eigen publiek. De 3-0 zege was wel genoeg voor plaatsing voor de volgende ronde. Oost-Duitsland won ondertussen van Australië, speelde gelijk tegen Chili en omdat Chili niet won van Australië, was Oost-Duitsland al voor de kraker tegen West-Duitsland ook al zeker geplaatst. Echter, qua prestige stond er veel meer op het spel, het was een strijd tussen kapitalisme en communisme. West-Duitsland draaide stroef, Oost-Duitsland beperkte zich tot verdedigen. 13 minuten voor tijd scoorde Jürgen Sparwasser het winnende doelpunt voor de communistische heilstaat tot grote vreugde van de regering Honecker. Beckenbauer belegde een vergadering voor zijn team zonder coach Helmut Schön om onder het genot van drank en sigaren de ploeg bij elkaar te brengen, achteraf gezien een beslissend moment in het kampioenschap. Voornaamste slachtoffer was de uitblinker van het laatste EK Günter Netzer, hij was al gepasseerd ten gunste van de andere spelbepaler Wolfgang Overath, maar zou nu op de tribune terechtkomen. Voor West-Duitsland had de pijnlijke nederlaag ook een gunstig effect, het ontliep nu in de volgende ronde Brazilië en Nederland.
| Land           | Wed | Win | Gel | Ver | DV | DT | +/− | Pnt |
| -------------- | --- | --- | --- | --- | -- | -- | --- | --- |
| DDR            | 3   | 2   | 1   | 0   | 4  | 1  | 3   | 5   |
| West-Duitsland | 3   | 2   | 0   | 1   | 4  | 1  | 3   | 4   |
| Chili          | 3   | 0   | 2   | 1   | 1  | 2  | –1  | 2   |
| Australië      | 3   | 0   | 1   | 2   | 0  | 5  | –5  | 1   |

|                                               |                |                        |       |                                                                                       |
| 14 juni 1974 «onderlinge duels» 16:00 (UTC+1) | West-Duitsland | 1 – 0                  | Chili | Olympiastadion, West-Berlijn Toeschouwers: 81.100 Scheidsrechter: Doğan Babacan (TUR) |
| 14 juni 1974 «onderlinge duels» 16:00 (UTC+1) | Breitner 18'   | verslag (FIFA) verslag |       | Olympiastadion, West-Berlijn Toeschouwers: 81.100 Scheidsrechter: Doğan Babacan (TUR) |

|                                               |                               |                        |           |                                                                                      |
| 14 juni 1974 «onderlinge duels» 19:30 (UTC+1) | DDR                           | 2 – 0                  | Australië | Volksparkstadion, Hamburg Toeschouwers: 17.000 Scheidsrechter: Youssou N'Diaye (SEN) |
| 14 juni 1974 «onderlinge duels» 19:30 (UTC+1) | Curran 58' (e.d.) Streich 72' | verslag (FIFA) verslag |           | Volksparkstadion, Hamburg Toeschouwers: 17.000 Scheidsrechter: Youssou N'Diaye (SEN) |

|                                               |                                     |                        |           |                                                                                    |
| 18 juni 1974 «onderlinge duels» 16:00 (UTC+1) | West-Duitsland                      | 3 – 0                  | Australië | Volksparkstadion, Hamburg Toeschouwers: 53.300 Scheidsrechter: Mahmoud Kamel (EGY) |
| 18 juni 1974 «onderlinge duels» 16:00 (UTC+1) | Overath 12' Cullmann 34' Müller 53' | verslag (FIFA) verslag |           | Volksparkstadion, Hamburg Toeschouwers: 53.300 Scheidsrechter: Mahmoud Kamel (EGY) |

|                                               |             |                        |              |                                                                                          |
| 18 juni 1974 «onderlinge duels» 19:30 (UTC+1) | Chili       | 1 – 1                  | DDR          | Olympiastadion, West-Berlijn Toeschouwers: 28.300 Scheidsrechter: Aurelio Angonese (ITA) |
| 18 juni 1974 «onderlinge duels» 19:30 (UTC+1) | Ahumada 69' | verslag (FIFA) verslag | 55' Hoffmann | Olympiastadion, West-Berlijn Toeschouwers: 28.300 Scheidsrechter: Aurelio Angonese (ITA) |

|                                               |                        |       |       |                                                                                      |
| 22 juni 1974 «onderlinge duels» 16:00 (UTC+1) | Australië              | 0 – 0 | Chili | Olympiastadion, West-Berlijn Toeschouwers: 17.400 Scheidsrechter: Jafar Namdar (IRN) |
| 22 juni 1974 «onderlinge duels» 16:00 (UTC+1) | verslag (FIFA) verslag |       |       | Olympiastadion, West-Berlijn Toeschouwers: 17.400 Scheidsrechter: Jafar Namdar (IRN) |

|                                               |                |                        |                |                                                                                    |
| 22 juni 1974 «onderlinge duels» 19:30 (UTC+1) | West-Duitsland | 0 – 1                  | DDR            | Volksparkstadion, Hamburg Toeschouwers: 60.200 Scheidsrechter: Ramón Barreto (URU) |
| 22 juni 1974 «onderlinge duels» 19:30 (UTC+1) |                | verslag (FIFA) verslag | 77' Sparwasser | Volksparkstadion, Hamburg Toeschouwers: 60.200 Scheidsrechter: Ramón Barreto (URU) |

### Groep 2
Heel de wereld vergaapte zich bij voorbaat om een hernieuwde kennismaking met het samba-voetbal van Brazilië, maar dat viel tegen. Van de wonderploeg van 1970 waren alleen Rivelino en Jairzinho nog over en de rest van de ploeg blonk vooral uit in keihard spel. De eerste twee wedstrijden tegen Joegoslavië en Schotland eindigde in een doelpuntloos gelijkspel, wedstrijden die de wereldkampioen ook had kunnen verliezen, zo miste de Schotse aanvoerder Billy Bremner voor een leeg doel. Brazilië had nu een 3-0 zege nodig tegen Zaïre en dat lukte precies, het verlossende doelpunt viel pas elf minuten voor tijd dankzij een blunder van de keeper. Zaïre deed daarvoor al genoeg van zich spreken. Tegen Schotland bleef de schade nog beperkt tot 2-0, omdat de Schotten veel kansen misten. Tegen Joegoslavië ging het helemaal mis, 9-0 na een ruststand van 6-0. Na ruim een half uur werd de keeper gewisseld bij een 3-0 stand, de eerste actie van de nieuwe keeper was de bal uit het net te halen. De dictator van het land Mobutu was woedend en eiste van zijn team niet meer dan een 3-0 nederlaag tegen de Brazilianen, hetgeen wonderwel lukte. De wedstrijd werd legendarisch, omdat speler Muepu Ilunga de bal keihard wegtrapte bij een vrije trap van de Brazilianen. Algemeen werd de actie gezien als naïviteit, maar later verklaarde de speler dat hij bewust solliciteerde voor een rode kaart als protest tegen zijn eigen regering. Achteraf waren de wedstrijden tegen Zaïre beslissend, want ook de wedstrijd tussen Schotland en Joegoslavië eindigde in een gelijkspel. Schotland was uitgeschakeld, het zou het enige team op het toernooi zijn dat geen nederlaag leed.
| Land        | Wed | Win | Gel | Ver | DV | DT | +/− | Pnt |
| ----------- | --- | --- | --- | --- | -- | -- | --- | --- |
| Joegoslavië | 3   | 1   | 2   | 0   | 10 | 1  | 9   | 4   |
| Brazilië    | 3   | 1   | 2   | 0   | 3  | 0  | 3   | 4   |
| Schotland   | 3   | 1   | 2   | 0   | 3  | 1  | 2   | 4   |
| Zaïre       | 3   | 0   | 0   | 3   | 0  | 14 | –14 | 0   |

|                                               |                        |       |             |                                                                                   |
| 13 juni 1974 «onderlinge duels» 17:00 (UTC+1) | Brazilië               | 0 – 0 | Joegoslavië | Waldstadion, Frankfurt Toeschouwers: 62.000 Scheidsrechter: Rudolf Scheurer (SUI) |
| 13 juni 1974 «onderlinge duels» 17:00 (UTC+1) | verslag (FIFA) verslag |       |             | Waldstadion, Frankfurt Toeschouwers: 62.000 Scheidsrechter: Rudolf Scheurer (SUI) |

|                                               |       |                        |                        |                                                                                           |
| 14 juni 1974 «onderlinge duels» 19:30 (UTC+1) | Zaïre | 0 – 2                  | Schotland              | Westfalenstadion, Dortmund Toeschouwers: 27.000 Scheidsrechter: Gerhard Schulenburg (FRG) |
| 14 juni 1974 «onderlinge duels» 19:30 (UTC+1) |       | verslag (FIFA) verslag | 26' Lorimer 34' Jordan | Westfalenstadion, Dortmund Toeschouwers: 27.000 Scheidsrechter: Gerhard Schulenburg (FRG) |

|                                               |                                                                                                |                        |       |                                                                                          |
| 18 juni 1974 «onderlinge duels» 19:30 (UTC+1) | Joegoslavië                                                                                    | 9 – 0                  | Zaïre | Parkstadion, Gelsenkirchen Toeschouwers: 31.700 Scheidsrechter: Omar Delgado Gómez (COL) |
| 18 juni 1974 «onderlinge duels» 19:30 (UTC+1) | Bajević 8', 30', 81' Džajić 14' Šurjak 18' Katalinski 22' Bogićević 35' Oblak 61' Petković 65' | verslag (FIFA) verslag |       | Parkstadion, Gelsenkirchen Toeschouwers: 31.700 Scheidsrechter: Omar Delgado Gómez (COL) |

|                                               |                        |       |          |                                                                                   |
| 18 juni 1974 «onderlinge duels» 19:30 (UTC+1) | Schotland              | 0 – 0 | Brazilië | Waldstadion, Frankfurt Toeschouwers: 62.000 Scheidsrechter: Arie van Gemert (NED) |
| 18 juni 1974 «onderlinge duels» 19:30 (UTC+1) | verslag (FIFA) verslag |       |          | Waldstadion, Frankfurt Toeschouwers: 62.000 Scheidsrechter: Arie van Gemert (NED) |

|                                               |       |                        |                                           |                                                                                      |
| 22 juni 1974 «onderlinge duels» 16:00 (UTC+1) | Zaïre | 0 – 3                  | Brazilië                                  | Parkstadion, Gelsenkirchen Toeschouwers: 36.200 Scheidsrechter: Nicolae Rainea (ROU) |
| 22 juni 1974 «onderlinge duels» 16:00 (UTC+1) |       | verslag (FIFA) verslag | 12' Jairzinho 66' Rivellino 79' Valdomiro | Parkstadion, Gelsenkirchen Toeschouwers: 36.200 Scheidsrechter: Nicolae Rainea (ROU) |

|                                               |            |                        |             |                                                                                     |
| 22 juni 1974 «onderlinge duels» 16:00 (UTC+1) | Schotland  | 1 – 1                  | Joegoslavië | Waldstadion, Frankfurt Toeschouwers: 56.000 Scheidsrechter: Alfonso Archundia (MEX) |
| 22 juni 1974 «onderlinge duels» 16:00 (UTC+1) | Jordan 88' | verslag (FIFA) verslag | 81' Karasi  | Waldstadion, Frankfurt Toeschouwers: 56.000 Scheidsrechter: Alfonso Archundia (MEX) |

### Groep 3
Eindelijk plaatste Nederland zich voor een wereldkampioenschap, de grote generatie van Ajax en Feyenoord kon zich eindelijk manifesteren tegen de grote landen. De KNVB had weinig vertrouwen in coach Fadrhonc en besloot de succescoach van Ajax en FC Barcelona Rinus Michels als supervisor aan te stellen. In de oefencampagne liep het allemaal totaal niet en de verwachtingen waren laag. Eenmaal in het trainingskamp ontstonden opmerkelijke wijzigingen, Jan Jongbloed kreeg de voorkeur boven Piet Schrijvers, omdat hij een meevoetballende keeper was en in het centrum van de verdediging werd middenvelder Arie Haan naar achteren gehaald en Wim Rijsbergen debuteerde als voorstopper. Het totaalvoetbal was geboren, voetbal waar alle spelers op verschillende plaatsen rouleerden gedurende de wedstrijden onder de bezielende leiding van aanvoerder Johan Cruijff en Willem van Hanegem. Nederland begon overweldigend, tweevoudig wereldkampioen en nummer vier van het laatste WK Uruguay was in Hannover volslagen kansloos, slechts twee goals van Johnny Rep leverde de demonstratie op. Tegen Zweden speelde met name Cruijff weergaloos, maar men bleef steken op 0-0. In deze wedstrijd was er één wijziging ten opzichte van de eerste wedstrijd: Piet Keizer speelde op de plaats van Rob Rensenbrink, maar de oude meester kon niet overtuigen. Het zou de enige wijziging zijn gedurende het hele toernooi in de basiself. In de laatste groepswedstrijd overdonderden de Nederlanders Bulgarije in hun fameuze stijl: aanvallend en als het moest keihard. Nederland won met 4-1 (o.a. dankzij twee benutte strafschoppen van Johan Neeskens) en plaatste zich samen met Zweden voor de tweede ronde, dat Uruguay met 3-0 klopte.
| Land      | Wed | Win | Gel | Ver | DV | DT | +/− | Pnt |
| --------- | --- | --- | --- | --- | -- | -- | --- | --- |
| Nederland | 3   | 2   | 1   | 0   | 6  | 1  | 5   | 5   |
| Zweden    | 3   | 1   | 2   | 0   | 3  | 0  | 3   | 4   |
| Bulgarije | 3   | 0   | 2   | 1   | 2  | 5  | –3  | 2   |
| Uruguay   | 3   | 0   | 1   | 2   | 1  | 6  | –5  | 1   |

|                                               |         |                        |             |                                                                                          |
| 15 juni 1974 «onderlinge duels» 16:00 (UTC+1) | Uruguay | 0 – 2                  | Nederland   | Niedersachsenstadion, Hannover Toeschouwers: 55.100 Scheidsrechter: Károly Palotai (HUN) |
| 15 juni 1974 «onderlinge duels» 16:00 (UTC+1) |         | verslag (FIFA) verslag | 7', 86' Rep | Niedersachsenstadion, Hannover Toeschouwers: 55.100 Scheidsrechter: Károly Palotai (HUN) |

|                                               |                        |       |           |                                                                                        |
| 15 juni 1974 «onderlinge duels» 16:00 (UTC+1) | Zweden                 | 0 – 0 | Bulgarije | Rheinstadion, Düsseldorf Toeschouwers: 23.800 Scheidsrechter: Edison Perez Nunez (PER) |
| 15 juni 1974 «onderlinge duels» 16:00 (UTC+1) | verslag (FIFA) verslag |       |           | Rheinstadion, Düsseldorf Toeschouwers: 23.800 Scheidsrechter: Edison Perez Nunez (PER) |

|                                               |           |                        |            |                                                                                       |
| 19 juni 1974 «onderlinge duels» 19:30 (UTC+1) | Bulgarije | 1 – 1                  | Uruguay    | Niedersachsenstadion, Hannover Toeschouwers: 13.400 Scheidsrechter: Jack Taylor (ENG) |
| 19 juni 1974 «onderlinge duels» 19:30 (UTC+1) | Bonev 75' | verslag (FIFA) verslag | 87' Pavoni | Niedersachsenstadion, Hannover Toeschouwers: 13.400 Scheidsrechter: Jack Taylor (ENG) |

|                                             |                        |       |        |                                                                                        |
| 19 juni 1974 «onderlinge duels» 19:30 (CET) | Nederland              | 0 – 0 | Zweden | Westfalenstadion, Dortmund Toeschouwers: 53.700 Scheidsrechter: Werner Winsemann (CAN) |
| 19 juni 1974 «onderlinge duels» 19:30 (CET) | verslag (FIFA) verslag |       |        | Westfalenstadion, Dortmund Toeschouwers: 53.700 Scheidsrechter: Werner Winsemann (CAN) |

|                                               |                 |                        |                                                    |                                                                                     |
| 23 juni 1974 «onderlinge duels» 16:00 (UTC+1) | Bulgarije       | 1 – 4                  | Nederland                                          | Westfalenstadion, Dortmund Toeschouwers: 53.300 Scheidsrechter: Tony Bosković (AUS) |
| 23 juni 1974 «onderlinge duels» 16:00 (UTC+1) | Krol 78' (e.d.) | verslag (FIFA) verslag | 5' (pen.), 44' (pen.) Neeskens 71' Rep 88' de Jong | Westfalenstadion, Dortmund Toeschouwers: 53.300 Scheidsrechter: Tony Bosković (AUS) |

|                                               |                               |                        |         |                                                                                    |
| 23 juni 1974 «onderlinge duels» 16:00 (UTC+1) | Zweden                        | 3 – 0                  | Uruguay | Rheinstadion, Düsseldorf Toeschouwers: 28.300 Scheidsrechter: Erich Linemayr (AUT) |
| 23 juni 1974 «onderlinge duels» 16:00 (UTC+1) | Edström 46', 77' Sandberg 74' | verslag (FIFA) verslag |         | Rheinstadion, Düsseldorf Toeschouwers: 28.300 Scheidsrechter: Erich Linemayr (AUT) |

### Groep 4
Vooraf waren de ogen van de wereld in deze groep vooral gericht op Italië, dat aantrad met de generatie, die vier jaar geleden de finale haalde. Belangrijkste onderdeel van de ploeg was nog steeds de defensie, in twaalf achtereenvolgende wedstrijden kreeg doelman Dino Zoff geen enkel doelpunt tegen. Voor Haïti maakte Emmanuel Sanon tot ieders verbazing het eerste doelpunt van het Caraïbische land; de Azzuri wonnen nog wel met 3-1, maar de eerste twijfels waren ontstaan. Na een gelijkspel tegen Argentinië had Italië genoeg aan een gelijkspel tegen Polen om zich te kwalificeren voor de volgende ronde.
Polen had inmiddels te maken met een gouden generatie, spits Lubański ontbrak door een blessure, maar met de spitsen Lato en Szarmach en de middenvelder Deyna had de ploeg nog steeds veel creativiteit. De ploeg was olympisch kampioen, won in de kwalificatie verrassend van Engeland en ontpopte zich op het WK als een smaakmaker. Tegen een opvallend sportief Argentinië had men met hogere cijfers moeten winnen dan met 3-2 en Haïti was kansloos: 7-0. De ploeg had het rustig aan kunnen doen tegen Italië, maar het gaf opnieuw gas, de Italianen waren kansloos en scoorde pas vlak voor tijd een tegentreffer, 2-1 door Fabio Capello. Omdat de Argentijnen met 4-1 wonnen van Haïti waren de Italianen op doelsaldo uitgeschakeld. Sanon scoorde opnieuw voor Haïti en verdiende een transfer naar de Belgische club Beerschot.
| Land       | Wed | Win | Gel | Ver | DV | DT | +/− | Pnt |
| ---------- | --- | --- | --- | --- | -- | -- | --- | --- |
| Polen      | 3   | 3   | 0   | 0   | 12 | 3  | 9   | 6   |
| Argentinië | 3   | 1   | 1   | 1   | 7  | 5  | 2   | 3   |
| Italië     | 3   | 1   | 1   | 1   | 5  | 4  | 1   | 3   |
| Haïti      | 3   | 0   | 0   | 3   | 2  | 14 | –12 | 0   |

|                                               |                                     |                        |           |                                                                                      |
| 15 juni 1974 «onderlinge duels» 18:00 (UTC+1) | Italië                              | 3 – 1                  | Haïti     | Olympiastadion, München Toeschouwers: 53.000 Scheidsrechter: Vicente Llobregat (VEN) |
| 15 juni 1974 «onderlinge duels» 18:00 (UTC+1) | Rivera 52' Benetti 66' Anastasi 79' | verslag (FIFA) verslag | 46' Sanon | Olympiastadion, München Toeschouwers: 53.000 Scheidsrechter: Vicente Llobregat (VEN) |

|                                               |                          |                        |                           |                                                                                  |
| 15 juni 1974 «onderlinge duels» 18:00 (UTC+1) | Polen                    | 3 – 2                  | Argentinië                | Neckarstadion, Stuttgart Toeschouwers: 32.700 Scheidsrechter: Clive Thomas (WAL) |
| 15 juni 1974 «onderlinge duels» 18:00 (UTC+1) | Lato 7', 62' Szarmach 8' | verslag (FIFA) verslag | 60' Heredia 66' Babington | Neckarstadion, Stuttgart Toeschouwers: 32.700 Scheidsrechter: Clive Thomas (WAL) |

|                                               |              |                        |                    |                                                                                   |
| 19 juni 1974 «onderlinge duels» 16:00 (UTC+1) | Argentinië   | 1 – 1                  | Italië             | Neckarstadion, Stuttgart Toeschouwers: 70.100 Scheidsrechter: Pavel Kazakov (URS) |
| 19 juni 1974 «onderlinge duels» 16:00 (UTC+1) | Houseman 20' | verslag (FIFA) verslag | 35' (e.d.) Perfumo | Neckarstadion, Stuttgart Toeschouwers: 70.100 Scheidsrechter: Pavel Kazakov (URS) |

|                                               |       |                        |                                                           |                                                                                        |
| 19 juni 1974 «onderlinge duels» 19:30 (UTC+1) | Haïti | 0 – 7                  | Polen                                                     | Olympiastadion, München Toeschouwers: 25.300 Scheidsrechter: Govindasamy Suppiah (SIN) |
| 19 juni 1974 «onderlinge duels» 19:30 (UTC+1) |       | verslag (FIFA) verslag | 17', 87' Lato 18' Deyna 30', 34', 50' Szarmach 31' Gorgoń | Olympiastadion, München Toeschouwers: 25.300 Scheidsrechter: Govindasamy Suppiah (SIN) |

|                                               |                                         |                        |           |                                                                                         |
| 23 juni 1974 «onderlinge duels» 16:00 (UTC+1) | Argentinië                              | 4 – 1                  | Haïti     | Olympiastadion, München Toeschouwers: 25.900 Scheidsrechter: Pablo Sánchez Ibáñez (ESP) |
| 23 juni 1974 «onderlinge duels» 16:00 (UTC+1) | Yazalde 15', 68' Houseman 18' Ayala 55' | verslag (FIFA) verslag | 63' Sanon | Olympiastadion, München Toeschouwers: 25.900 Scheidsrechter: Pablo Sánchez Ibáñez (ESP) |

|                                               |                        |                        |             |                                                                                          |
| 23 juni 1974 «onderlinge duels» 16:00 (UTC+1) | Polen                  | 2 – 1                  | Italië      | Neckarstadion, Stuttgart Toeschouwers: 70.100 Scheidsrechter: Hans-Joachim Weyland (FRG) |
| 23 juni 1974 «onderlinge duels» 16:00 (UTC+1) | Szarmach 38' Deyna 44' | verslag (FIFA) verslag | 85' Capello | Neckarstadion, Stuttgart Toeschouwers: 70.100 Scheidsrechter: Hans-Joachim Weyland (FRG) |

## Tweede ronde

### Groep A
In de tweede ronde denderde Nederland verder, Argentinië kwam nog goed weg met een 4-0 nederlaag door treffers van Ruud Krol, Johnny Rep en tweemaal Johan Cruijff. De wedstrijd tegen Oost-Duitsland was geen show vanwege de defensieve houding van de tegenstander, maar men boekte gewoon een regelmatige 2-0 overwinning dankzij goals van Johan Neeskens en Rob Rensenbrink. Brazilië speelde nog steeds niet goed, maar met name Rivelino sleepte de ploeg erdoorheen: hij scoorde tegen zowel Oost-Duitsland als Argentinië met respectievelijk een weergaloze vrije trap en een afstandsschot.
De wedstrijd tussen Nederland en Brazilië was in feite een halve finale, maar bij een gelijkspel zou Nederland de finale spelen. Brazilië wilde de titel van 1970 niet zomaar weggeven en sleep de messen. Aangezien Nederland ook niet bepaald een zachtaardig team was, ontstond een schoppartij. In de eerste helft kreeg Brazilië nog de betere kansen, maar in de tweede helft zette Nederland orde op zaken dankzij twee goals van eerst Neeskens en daarna Cruijff. Vooral de goal van Cruijff was prachtig vanwege een indrukwekkende ren en voorzet van verdediger Ruud Krol, typisch geval van "totaalvoetbal". Na de tweede goal sloegen de stoppen bij de Brazilianen helemaal door en werd Luis Pereira uit het veld gestuurd na een smerige tackle op Neeskens.
Na de wedstrijd tegen Oost-Duitsland zochten de spelers wat vertier. In het Waldhotel Krautkrämer in Hiltrup gingen wat spelers waaronder Johan Cruijff zwemmen met een aantal dames. Een journalist van de Bild Zeitung was ook aanwezig in het hotel en de dag voor de halve finale tegen Brazilië verscheen een artikel in de krant met de kop: "Johan Cruyff, Sekt und Nackte Mädchen". De concentratie voor de finale tegen West-Duitsland werd verstoord, omdat met name de vrouw van Cruijff eiste, dat hij onmiddellijk terug naar huis ging onder dreiging van een scheiding. Later gaf de journalist toe dat het verhaal flink opgeklopt was, maar de Duitsers hadden wel hun zin. Cruijff speelde in de finale zijn minste wedstrijd van het toernooi.
| Land       | Wed | Win | Gel | Ver | DV | DT | +/− | Pnt |
| ---------- | --- | --- | --- | --- | -- | -- | --- | --- |
| Nederland  | 3   | 3   | 0   | 0   | 8  | 0  | 8   | 6   |
| Brazilië   | 3   | 2   | 0   | 1   | 3  | 3  | 0   | 4   |
| DDR        | 3   | 0   | 1   | 2   | 1  | 4  | –3  | 1   |
| Argentinië | 3   | 0   | 1   | 2   | 2  | 7  | –5  | 1   |

|                                               |                                   |                        |            |                                                                                    |
| 26 juni 1974 «onderlinge duels» 19:30 (UTC+1) | Nederland                         | 4 – 0                  | Argentinië | Parkstadion, Gelsenkirchen Toeschouwers: 56.548 Scheidsrechter: Bob Davidson (SCO) |
| 26 juni 1974 «onderlinge duels» 19:30 (UTC+1) | Cruijff 11', 90' Krol 25' Rep 73' | verslag (FIFA) verslag |            | Parkstadion, Gelsenkirchen Toeschouwers: 56.548 Scheidsrechter: Bob Davidson (SCO) |

|                                               |               |                        |     |                                                                                        |
| 26 juni 1974 «onderlinge duels» 19:30 (UTC+1) | Brazilië      | 1 – 0                  | DDR | Niedersachsenstadion, Hannover Toeschouwers: 59.863 Scheidsrechter: Clive Thomas (WAL) |
| 26 juni 1974 «onderlinge duels» 19:30 (UTC+1) | Rivellino 60' | verslag (FIFA) verslag |     | Niedersachsenstadion, Hannover Toeschouwers: 59.863 Scheidsrechter: Clive Thomas (WAL) |

|                                               |              |                        |                             |                                                                                        |
| 30 juni 1974 «onderlinge duels» 16:00 (UTC+1) | Argentinië   | 1 – 2                  | Brazilië                    | Niedersachsenstadion, Hannover Toeschouwers: 39.400 Scheidsrechter: Vital Loraux (BEL) |
| 30 juni 1974 «onderlinge duels» 16:00 (UTC+1) | Brindisi 35' | verslag (FIFA) verslag | 32' Rivellino 49' Jairzinho | Niedersachsenstadion, Hannover Toeschouwers: 39.400 Scheidsrechter: Vital Loraux (BEL) |

|                                               |     |                        |                             |                                                                                       |
| 30 juni 1974 «onderlinge duels» 16:00 (UTC+1) | DDR | 0 – 2                  | Nederland                   | Parkstadion, Gelsenkirchen Toeschouwers: 68.348 Scheidsrechter: Rudolf Scheurer (SUI) |
| 30 juni 1974 «onderlinge duels» 16:00 (UTC+1) |     | verslag (FIFA) verslag | 7' Neeskens 59' Rensenbrink | Parkstadion, Gelsenkirchen Toeschouwers: 68.348 Scheidsrechter: Rudolf Scheurer (SUI) |

|                                              |              |                        |             |                                                                                   |
| 3 juli 1974 «onderlinge duels» 19:30 (UTC+1) | Argentinië   | 1 – 1                  | DDR         | Parkstadion, Gelsenkirchen Toeschouwers: 54.254 Scheidsrechter: Jack Taylor (ENG) |
| 3 juli 1974 «onderlinge duels» 19:30 (UTC+1) | Houseman 20' | verslag (FIFA) verslag | 14' Streich | Parkstadion, Gelsenkirchen Toeschouwers: 54.254 Scheidsrechter: Jack Taylor (ENG) |

|                                              |                          |                        |          |                                                                                        |
| 3 juli 1974 «onderlinge duels» 19:30 (UTC+1) | Nederland                | 2 – 0                  | Brazilië | Westfalenstadion, Dortmund Toeschouwers: 53.700 Scheidsrechter: Kurt Tschenscher (FRG) |
| 3 juli 1974 «onderlinge duels» 19:30 (UTC+1) | Neeskens 50' Cruijff 65' | verslag (FIFA) verslag |          | Westfalenstadion, Dortmund Toeschouwers: 53.700 Scheidsrechter: Kurt Tschenscher (FRG) |

### Groep B
Na de blamage tegen Oost-Duitsland moest West-Duitsland zich revancheren in een puur Europese poule. De weer eens veel te flegmatieke Joegoslaven werden met een regelmatige 2-0 verslagen, o.a. dankzij opnieuw een kanonskogel van Paul Breitner. Tegen een van de revelaties van dit toernooi Zweden had West-Duitsland het erg moeilijk. Voor rust stond Zweden met 1-0 voor dankzij een goal van de spits van PSV Ralf Edström. Na de rust gaf de thuisploeg meteen gas en kwam met 2-1 voor, maar Zweden toonde karakter en scoorde meteen de gelijkmaker. In de slotfase besliste invaller Jürgen Grabowski en Uli Hoeneß de wedstrijd: 4-2.
Polen won ook beide wedstrijden, dus was de wedstrijd West-Duitsland-Polen een veredelde halve finale, waarbij West-Duitsland genoeg had aan een gelijkspel. Polen was zwaar in het nadeel als aanvallende ploeg door de hevige regenval, alle aanvallen sneuvelden in het water. In de tweede helft nam West-Duitsland het heft in handen, eerst miste Uli Hoeneß een strafschop, maar een typische goal van Gerd Müller besliste de wedstrijd. Met geweldige reflexen zorgde doelman Sepp Maier, dat Polen ondanks een geweldig toernooi de finale niet haalde.
| Land           | Wed | Win | Gel | Ver | DV | DT | +/− | Pnt |
| -------------- | --- | --- | --- | --- | -- | -- | --- | --- |
| West-Duitsland | 3   | 3   | 0   | 0   | 7  | 2  | 5   | 6   |
| Polen          | 3   | 2   | 0   | 1   | 3  | 2  | 1   | 4   |
| Zweden         | 3   | 1   | 0   | 2   | 4  | 6  | –2  | 2   |
| Joegoslavië    | 3   | 0   | 0   | 3   | 2  | 6  | –4  | 0   |

|                                               |             |                        |                         |                                                                                     |
| 26 juni 1974 «onderlinge duels» 16:00 (UTC+1) | Joegoslavië | 0 – 2                  | West-Duitsland          | Rheinstadion, Düsseldorf Toeschouwers: 67.385 Scheidsrechter: Armando Marques (BRA) |
| 26 juni 1974 «onderlinge duels» 16:00 (UTC+1) |             | verslag (FIFA) verslag | 39' Breitner 82' Müller | Rheinstadion, Düsseldorf Toeschouwers: 67.385 Scheidsrechter: Armando Marques (BRA) |

|                                               |        |                        |          |                                                                                   |
| 26 juni 1974 «onderlinge duels» 19:30 (UTC+1) | Zweden | 0 – 1                  | Polen    | Neckarstadion, Stuttgart Toeschouwers: 44.955 Scheidsrechter: Ramón Barreto (URU) |
| 26 juni 1974 «onderlinge duels» 19:30 (UTC+1) |        | verslag (FIFA) verslag | 43' Lato | Neckarstadion, Stuttgart Toeschouwers: 44.955 Scheidsrechter: Ramón Barreto (URU) |

|                                               |                           |                        |             |                                                                                 |
| 30 juni 1974 «onderlinge duels» 16:00 (UTC+1) | Polen                     | 2 – 1                  | Joegoslavië | Waldstadion, Frankfurt Toeschouwers: 58.000 Scheidsrechter: Rudi Glöckner (DDR) |
| 30 juni 1974 «onderlinge duels» 16:00 (UTC+1) | Deyna 24' (pen.) Lato 62' | verslag (FIFA) verslag | 43' Karasi  | Waldstadion, Frankfurt Toeschouwers: 58.000 Scheidsrechter: Rudi Glöckner (DDR) |

|                                               |                                                        |                        |                          |                                                                                   |
| 30 juni 1974 «onderlinge duels» 16:00 (UTC+1) | West-Duitsland                                         | 4 – 2                  | Zweden                   | Rheinstadion, Düsseldorf Toeschouwers: 67.800 Scheidsrechter: Pavel Kazakov (URS) |
| 30 juni 1974 «onderlinge duels» 16:00 (UTC+1) | Overath 51' Bonhof 52' Grabowski 76' Hoeneß 89' (pen.) | verslag (FIFA) verslag | 24' Edström 53' Sandberg | Rheinstadion, Düsseldorf Toeschouwers: 67.800 Scheidsrechter: Pavel Kazakov (URS) |

|                                              |       |                        |                |                                                                                  |
| 3 juli 1974 «onderlinge duels» 16:30 (UTC+1) | Polen | 0 – 1                  | West-Duitsland | Waldstadion, Frankfurt Toeschouwers: 62.000 Scheidsrechter: Erich Linemayr (AUT) |
| 3 juli 1974 «onderlinge duels» 16:30 (UTC+1) |       | verslag (FIFA) verslag | 76' Müller     | Waldstadion, Frankfurt Toeschouwers: 62.000 Scheidsrechter: Erich Linemayr (AUT) |

|                                              |                             |                        |             |                                                                                    |
| 3 juli 1974 «onderlinge duels» 19:30 (UTC+1) | Zweden                      | 2 – 1                  | Joegoslavië | Rheinstadion, Düsseldorf Toeschouwers: 41.300 Scheidsrechter: Luis Pestarino (ARG) |
| 3 juli 1974 «onderlinge duels» 19:30 (UTC+1) | Edström 29' Torstensson 85' | verslag (FIFA) verslag | 27' Šurjak  | Rheinstadion, Düsseldorf Toeschouwers: 41.300 Scheidsrechter: Luis Pestarino (ARG) |

## Knock-outfase

### Troostfinale
|                                              |          |                        |          |                                                                                     |
| 6 juli 1974 «onderlinge duels» 16:00 (UTC+1) | Brazilië | 0 – 1                  | Polen    | Olympiastadion, München Toeschouwers: 77.100 Scheidsrechter: Aurelio Angonese (ITA) |
| 6 juli 1974 «onderlinge duels» 16:00 (UTC+1) |          | verslag (FIFA) verslag | 76' Lato | Olympiastadion, München Toeschouwers: 77.100 Scheidsrechter: Aurelio Angonese (ITA) |

### Finale
|                                              |                    |                        |                                |                                                                                |
| 7 juli 1974 «onderlinge duels» 16:00 (UTC+1) | Nederland          | 1 – 2                  | West-Duitsland                 | Olympiastadion, München Toeschouwers: 78.200 Scheidsrechter: Jack Taylor (ENG) |
| 7 juli 1974 «onderlinge duels» 16:00 (UTC+1) | Neeskens 2' (pen.) | verslag (FIFA) verslag | 25' (pen.) Breitner 43' Müller | Olympiastadion, München Toeschouwers: 78.200 Scheidsrechter: Jack Taylor (ENG) |

## Doelpuntenmakers
7 doelpunten
- Grzegorz Lato

5 doelpunten
- Johan Neeskens
- Andrzej Szarmach

4 doelpunten
- Johnny Rep
- Ralf Edström
- Gerd Müller

3 doelpunten
- René Houseman
- Rivellino
- Johan Cruijff
- Kazimierz Deyna
- Paul Breitner
- Dušan Bajević

2 doelpunten
- Héctor Yazalde
- Jairzinho
- Joachim Streich
- Emmanuel Sanon
- Joe Jordan
- Roland Sandberg
- Wolfgang Overath
- Stanislav Karasi
- Ivica Šurjak

1 doelpunt
- Rubén Ayala
- Carlos Babington
- Miguel Ángel Brindisi
- Ramón Heredia
- Valdomiro
- Hristo Bonev
- Sergio Ahumada
- Martin Hoffmann
- Jürgen Sparwasser
- Pietro Anastasi
- Romeo Benetti
- Fabio Capello
- Gianni Rivera
- Theo de Jong
- Ruud Krol
- Rob Rensenbrink
- Jerzy Gorgoń
- Peter Lorimer
- Conny Torstensson
- Ricardo Pavoni
- Rainer Bonhof
- Bernhard Cullmann
- Jürgen Grabowski
- Uli Hoeneß
- Vladislav Bogićević
- Dragan Džajić
- Josip Katalinski
- Branko Oblak
- Ilija Petković

Eigen doelpunten
- Roberto Perfumo (Tegen Italië)
- Colin Curran (Tegen Oost-Duitsland)
- Ruud Krol (Tegen Bulgarije)

## Toernooiranglijst
| Plaats                                | Land           | Groep | GW | Win | Gel | Ver | DV | DT | +/− | Pnt |
| ------------------------------------- | -------------- | ----- | -- | --- | --- | --- | -- | -- | --- | --- |
| 1                                     | West-Duitsland | 1/B   | 7  | 6   | 0   | 1   | 13 | 4  | +9  | 12  |
| 2                                     | Nederland      | 3/A   | 7  | 5   | 1   | 1   | 15 | 3  | +12 | 11  |
| 3                                     | Polen          | 4/B   | 7  | 6   | 0   | 1   | 16 | 5  | +11 | 12  |
| 4                                     | Brazilië       | 2/A   | 7  | 3   | 2   | 2   | 6  | 4  | +2  | 8   |
| Uitgeschakeld in de tweede groepsfase |                |       |    |     |     |     |    |    |     |     |
| 5                                     | Zweden         | 3/B   | 6  | 2   | 2   | 2   | 7  | 6  | +1  | 6   |
| 6                                     | DDR            | 1/A   | 6  | 2   | 2   | 2   | 5  | 5  | 0   | 6   |
| 7                                     | Joegoslavië    | 2/B   | 6  | 1   | 2   | 3   | 12 | 7  | +5  | 4   |
| 8                                     | Argentinië     | 4/A   | 6  | 1   | 2   | 3   | 9  | 12 | −3  | 4   |
| Uitgeschakeld in de eerste groepsfase |                |       |    |     |     |     |    |    |     |     |
| 9                                     | Schotland      | 2     | 3  | 1   | 2   | 0   | 3  | 1  | +2  | 4   |
| 10                                    | Italië         | 4     | 3  | 1   | 1   | 1   | 5  | 4  | +1  | 3   |
| 11                                    | Chili          | 1     | 3  | 0   | 2   | 1   | 1  | 2  | −1  | 2   |
| 12                                    | Bulgarije      | 3     | 3  | 0   | 2   | 1   | 2  | 5  | −3  | 2   |
| 13                                    | Uruguay        | 3     | 3  | 0   | 1   | 2   | 1  | 6  | −5  | 1   |
| 14                                    | Australië      | 1     | 3  | 0   | 1   | 2   | 0  | 5  | −5  | 1   |
| 15                                    | Haïti          | 4     | 3  | 0   | 0   | 3   | 2  | 14 | −12 | 0   |
| 16                                    | Zaïre          | 2     | 3  | 0   | 0   | 3   | 0  | 14 | −14 | 0   |

## Statistieken

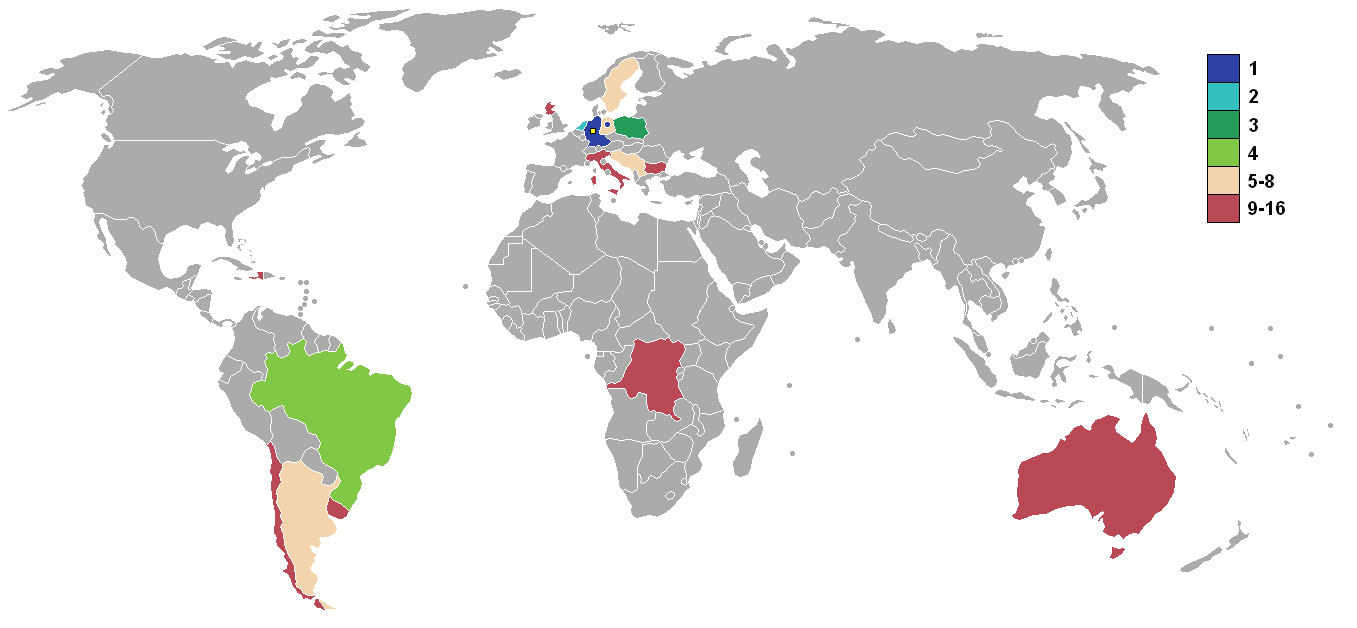
Deelnemende landen.

| Aantal wedstrijden               | 38        |
| Totaal aantal doelpunten         | 97        |
| Eigen doelpunten                 | 3         |
| Aantal rode kaarten              | 5         |
| Aantal gele kaarten              | 86        |
| Doelpuntgemiddelde per wedstrijd | 2,55      |
| Toeschouwerstotaal               | 1.774.022 |
| Toeschouwersgemiddelde           | 46.685    |

## Trivia
Op 22 juni 1974 heeft West-Duitsland de eerste en enige keer in de geschiedenis tegen de DDR gespeeld. DDR won met 1-0. De Oost-Duitse overheid had zijn ploeg minutieus voorbereid en gecontroleerd onder de naam 'Operatie Leder'. Na verlies tegen Brazilië (1-0) en tegen Nederland (2-0) en het gelijkspel tegen Argentinië (1-1) verliet de DDR het wereldkampioenschap. West-Duitsland won in 1974 de finale tegen Nederland (2-1).

## WK 1974 in beeld

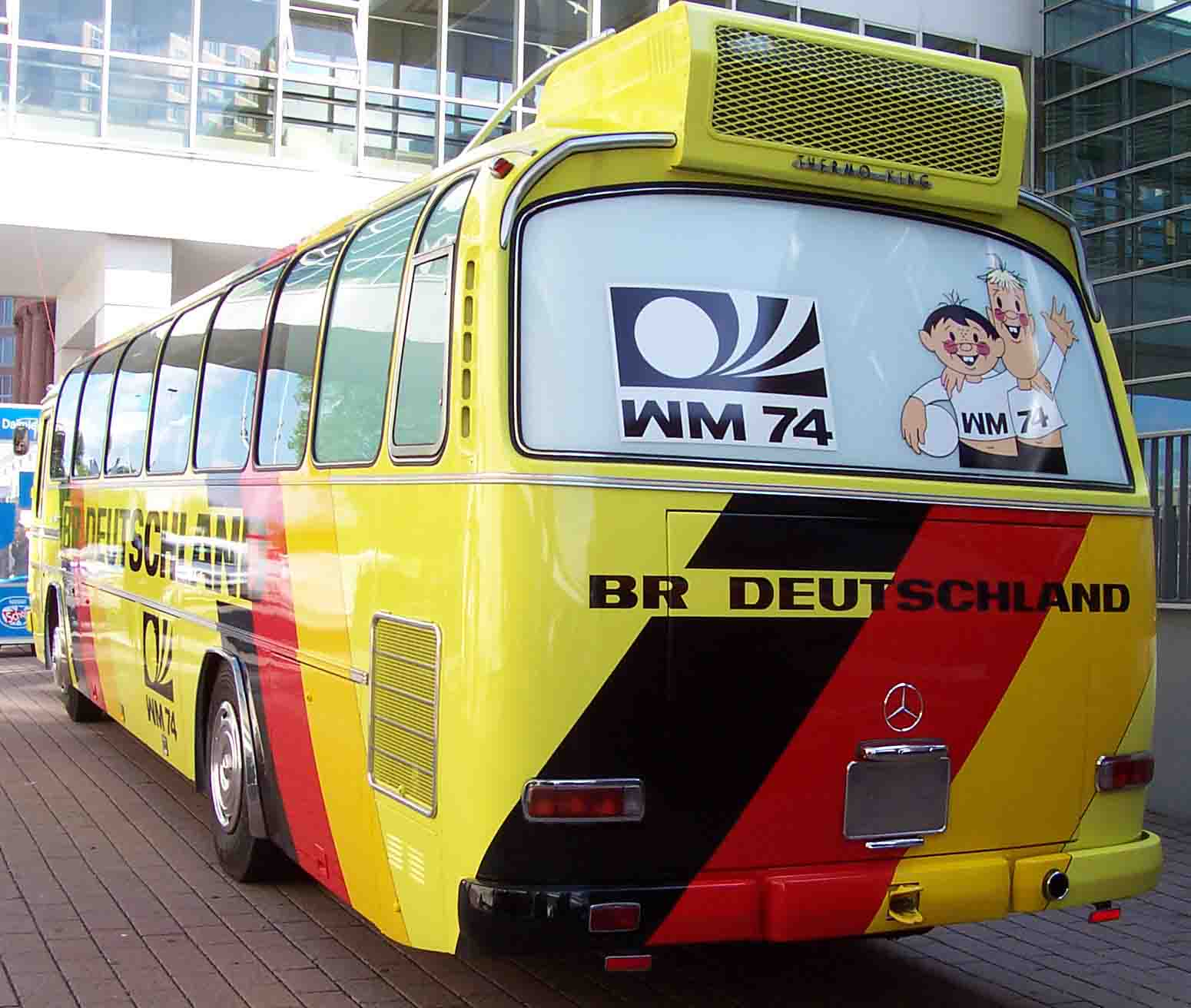
De Duitse bus
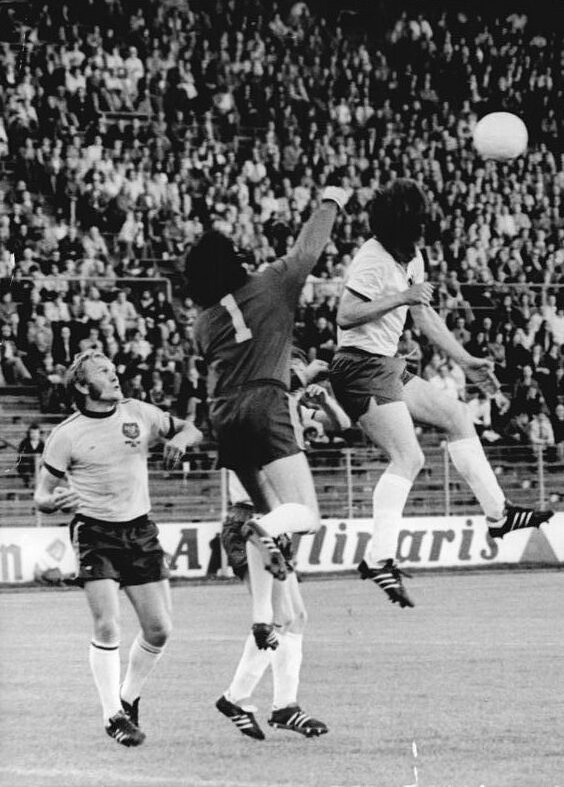
Oost-Duitsland-Australië
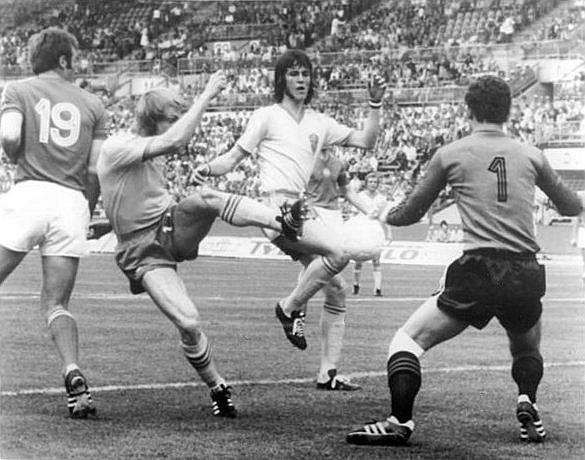
Zweden-Bulgarije
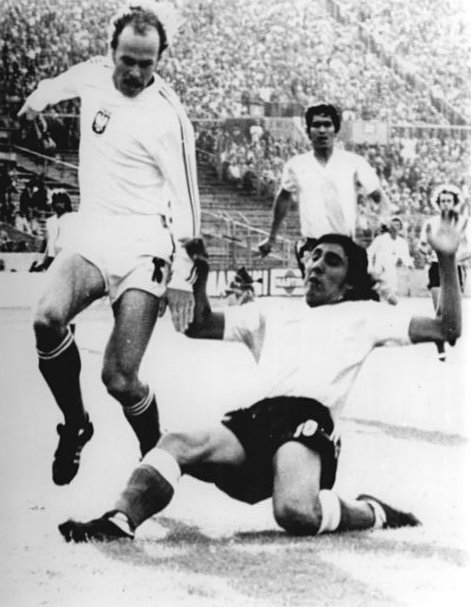
Polen-Argentinië
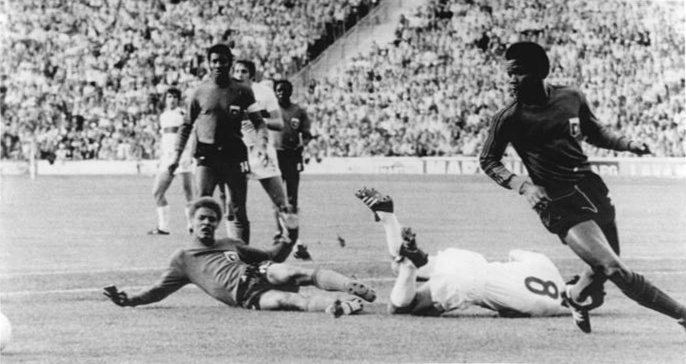
Italië-Haïti
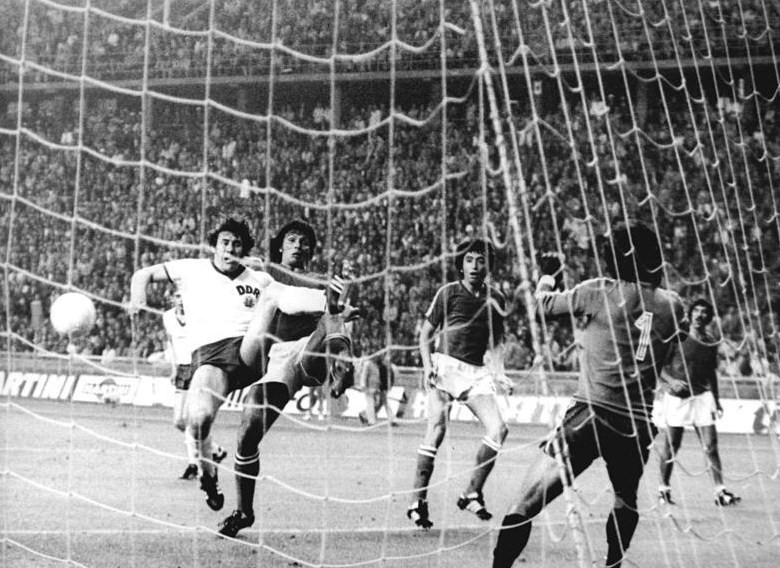
Chili-Oost-Duitsland
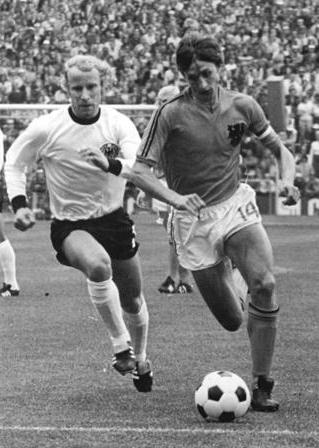
West-Duitsland-Nederland
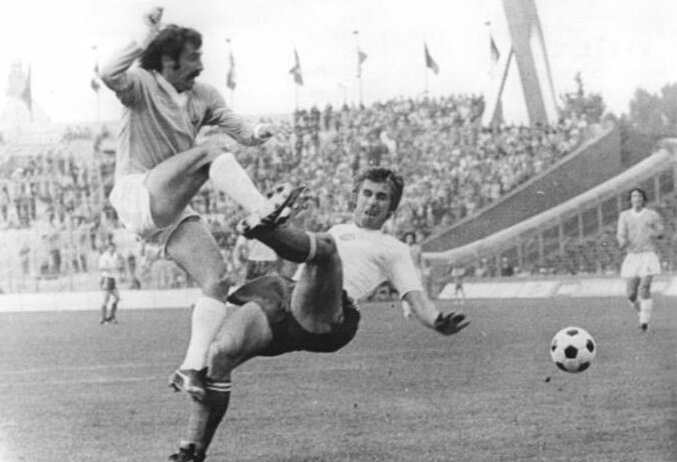
Bulgarije-Uruguay
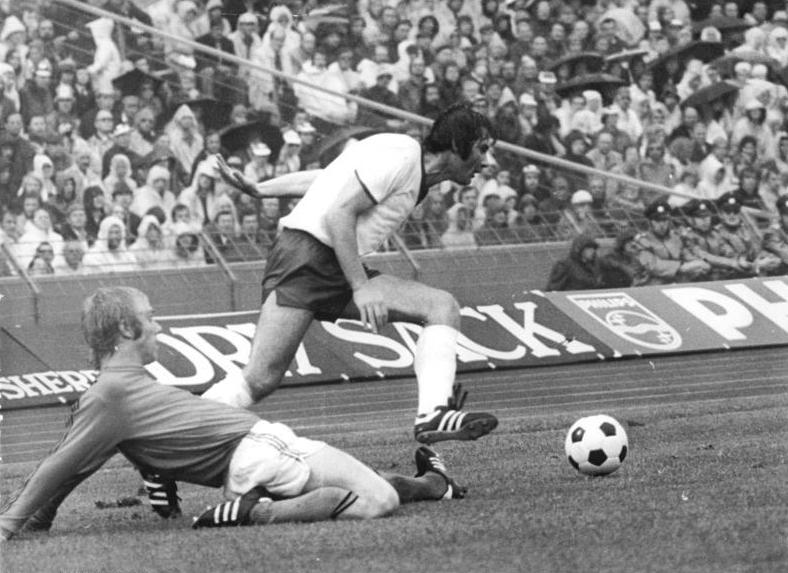
Nederland-Oost-Duitsland
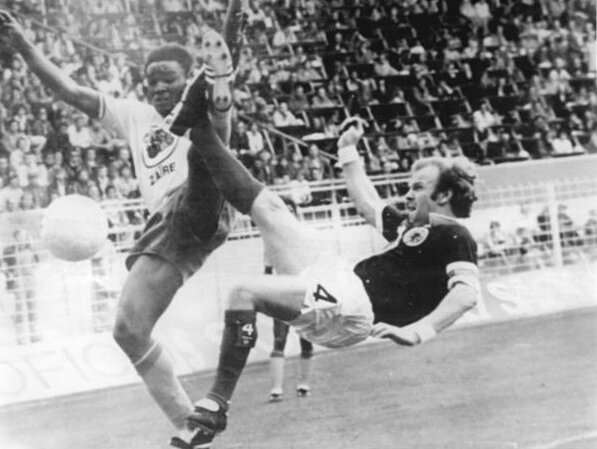
Zaïre-Schotland
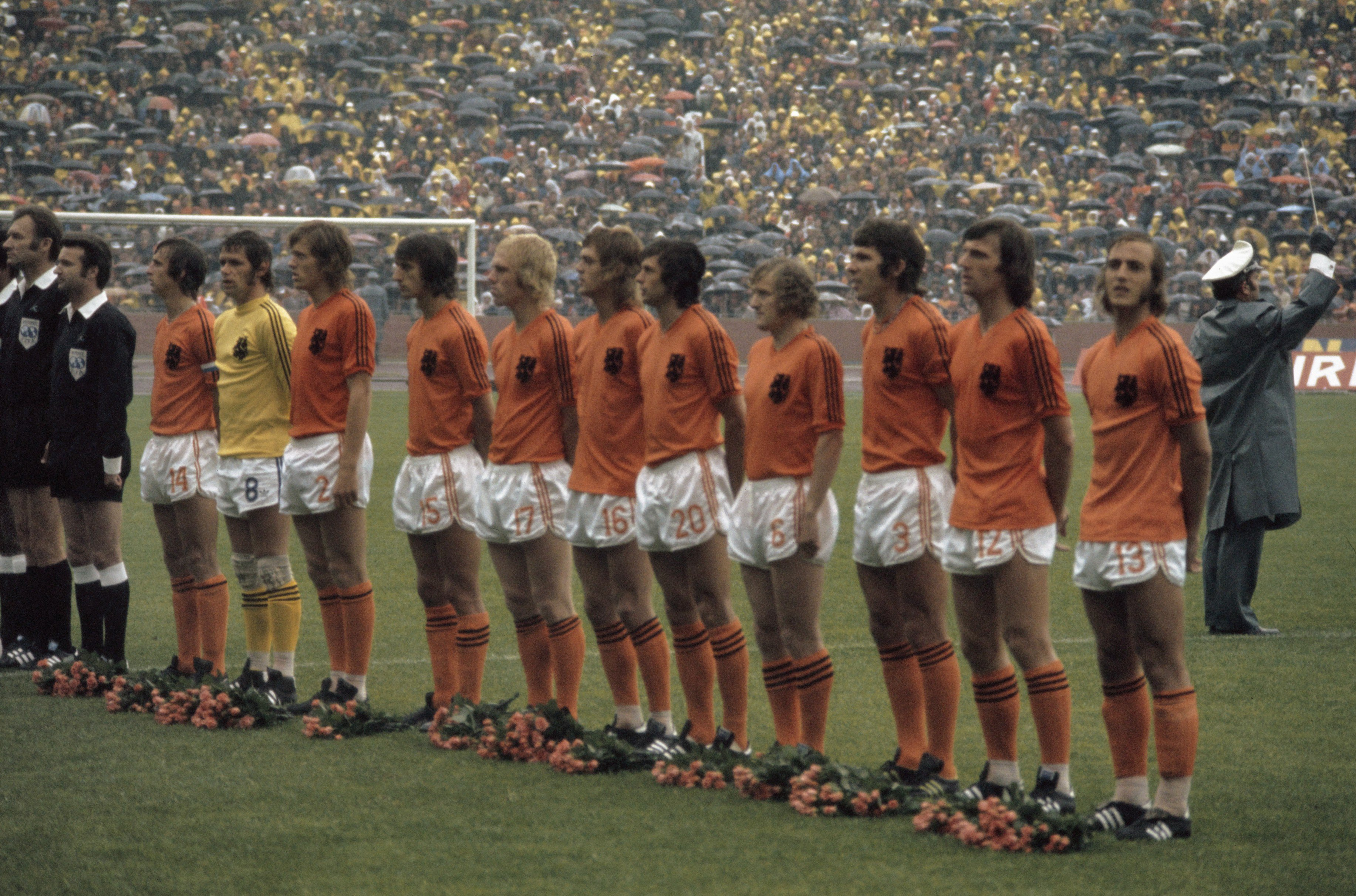
Nederland
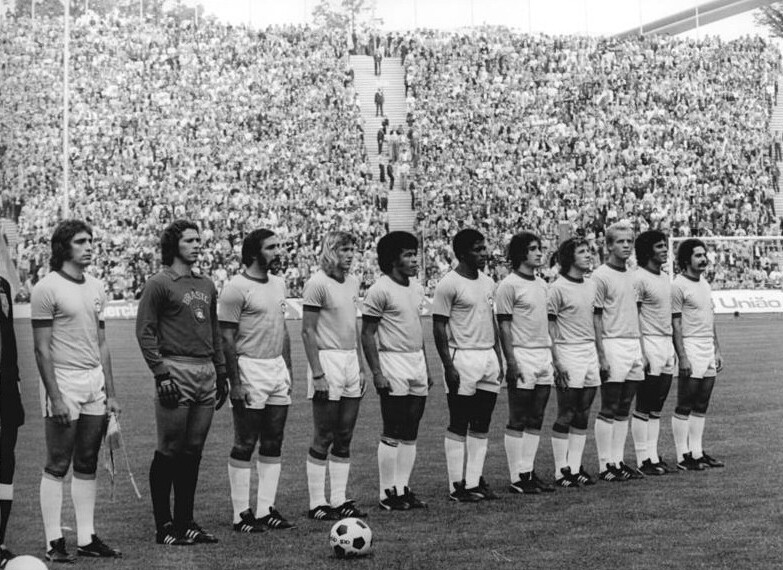
Brazilië
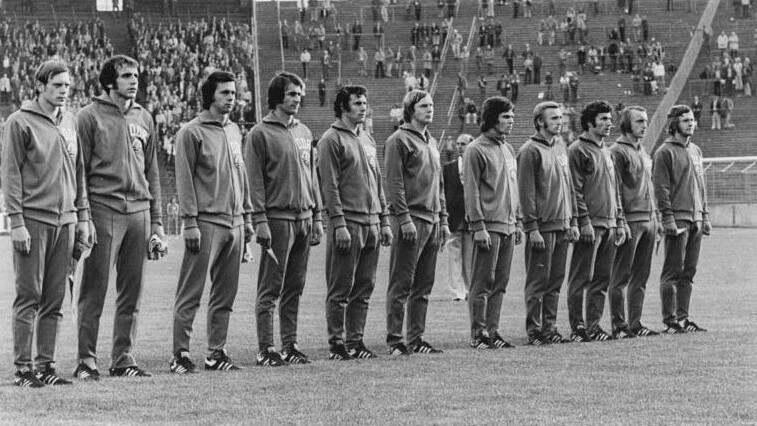
Duitsland
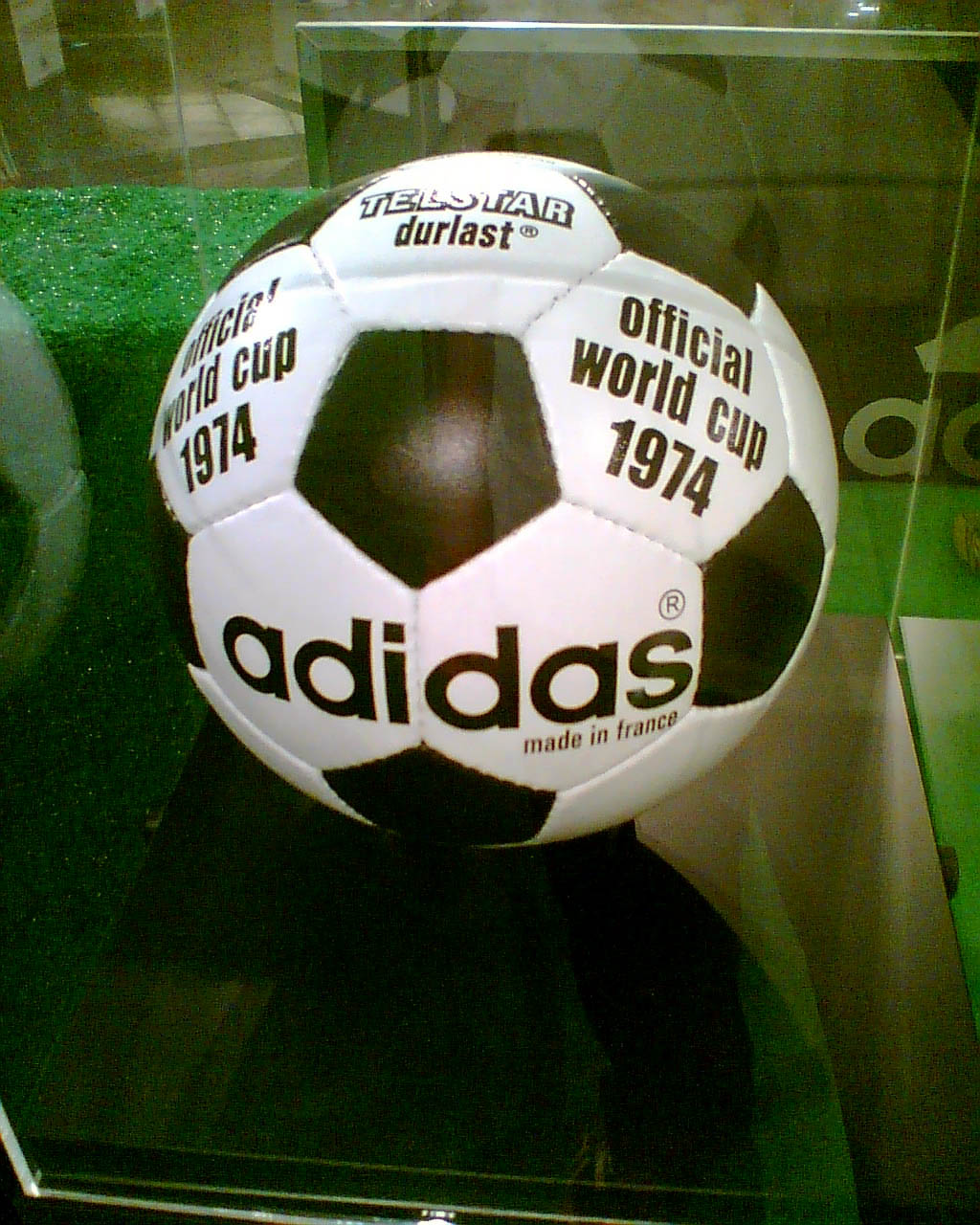
De bal
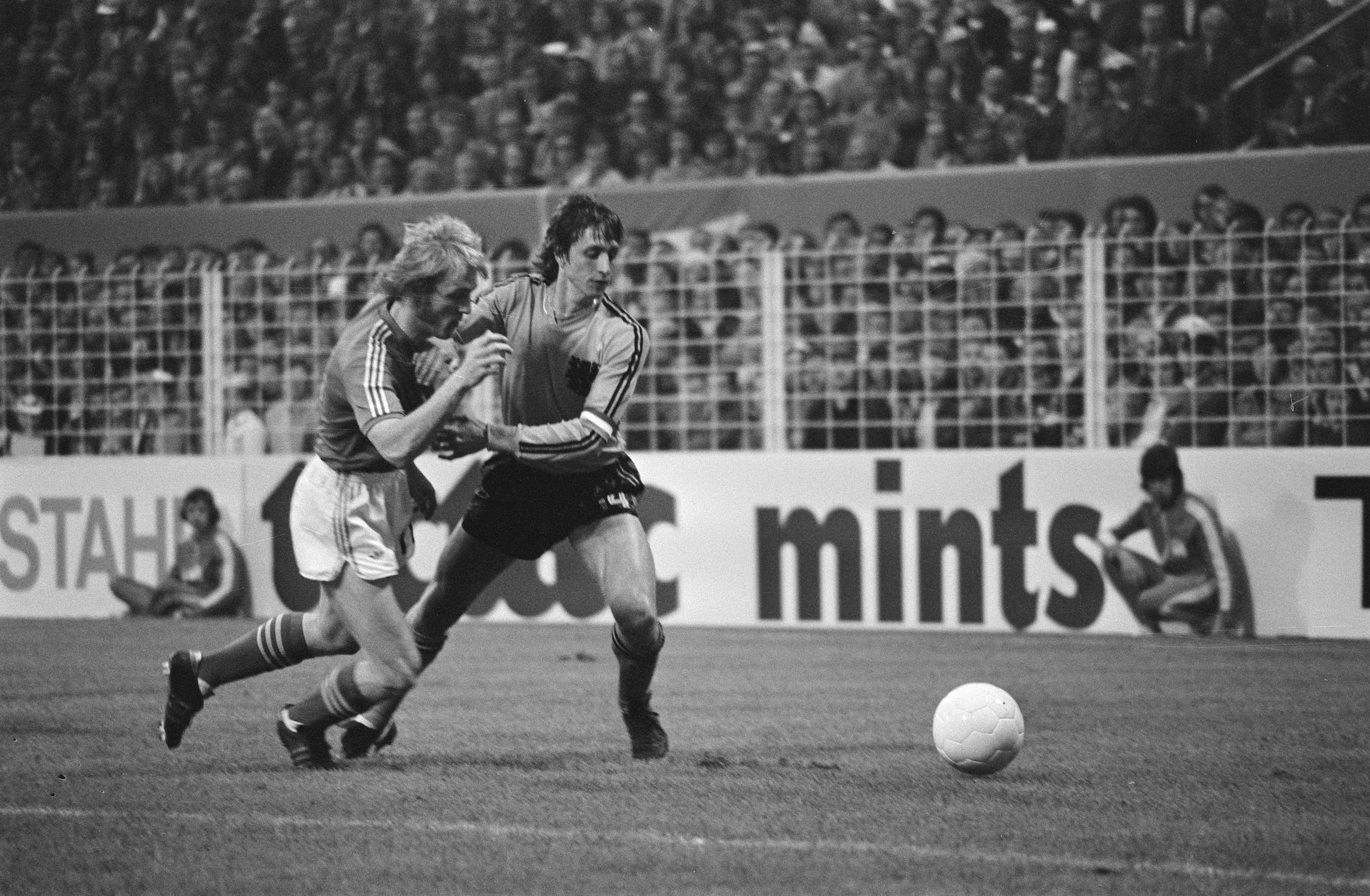
Nederland-Zweden
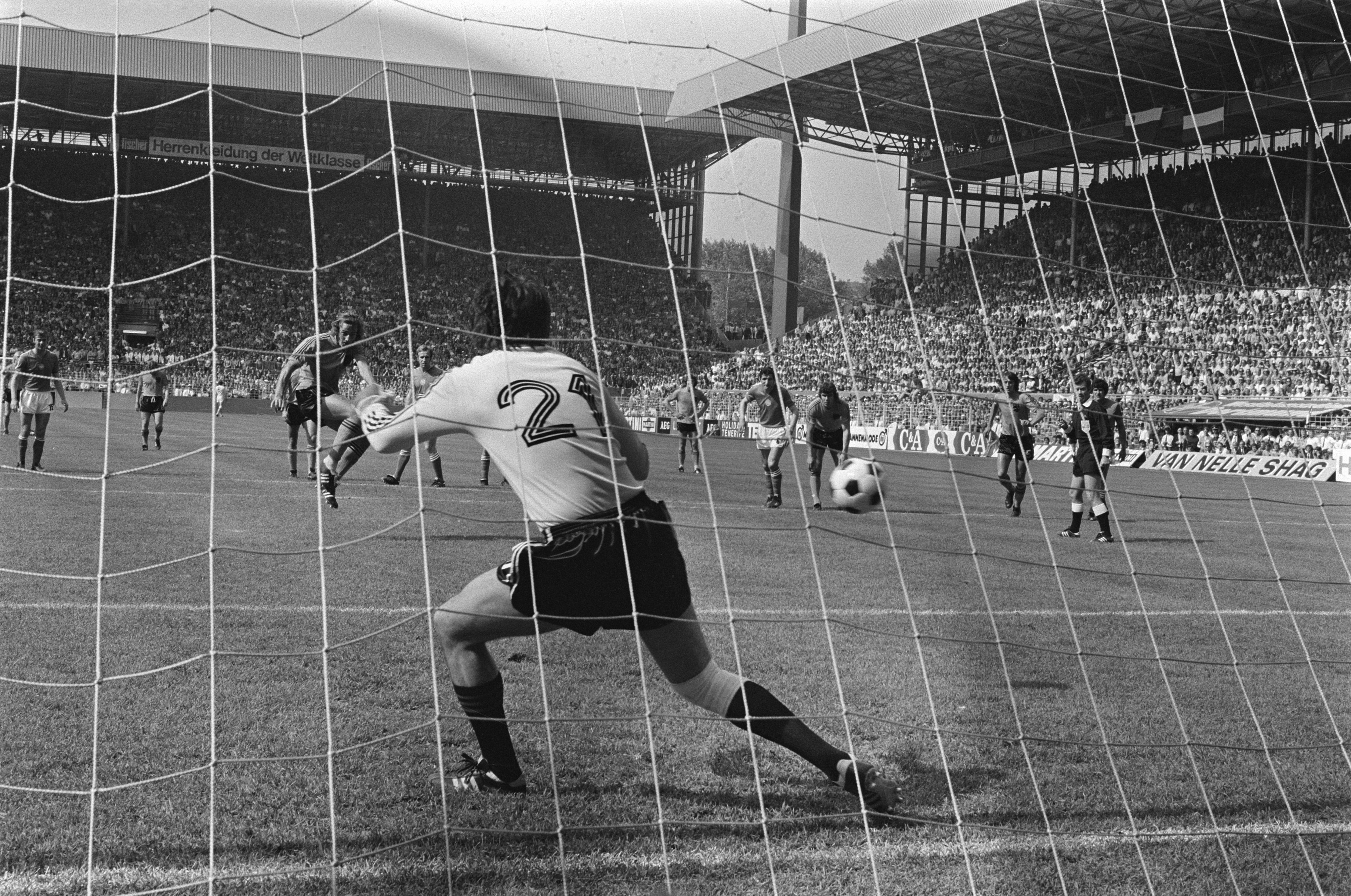
Nederland-Bulgarije
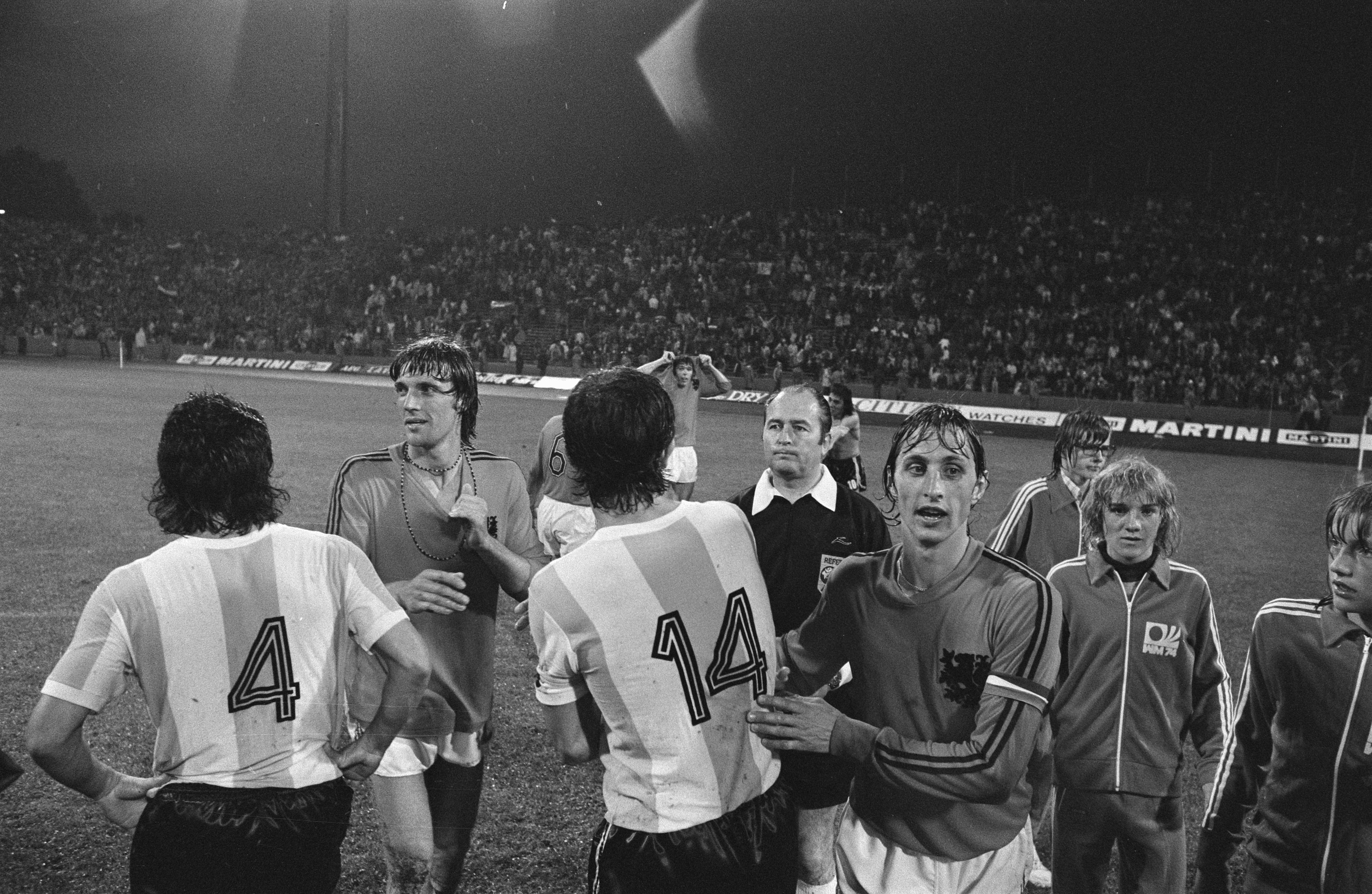
Nederland-Argentinië
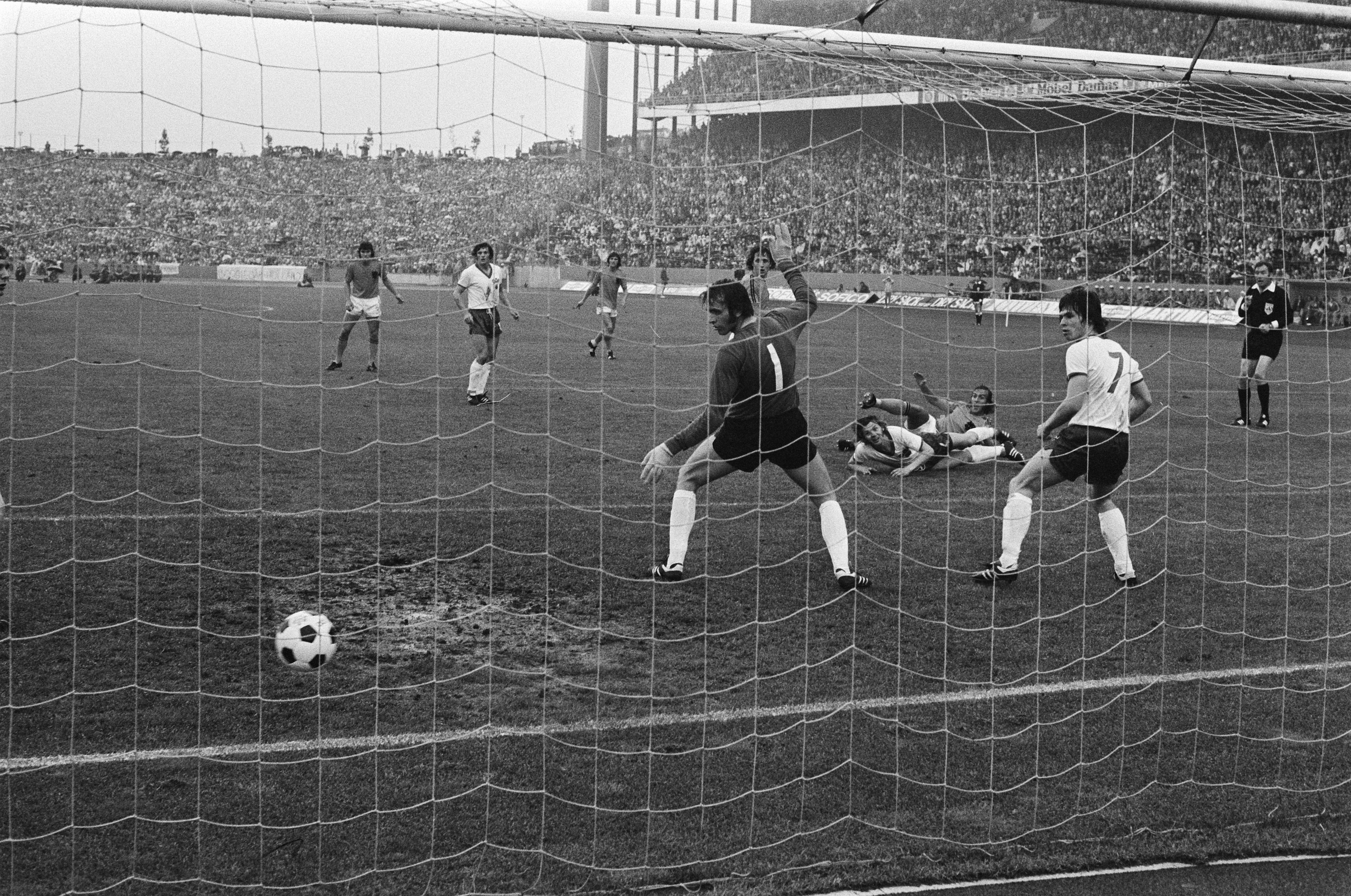
Nederland-DDR
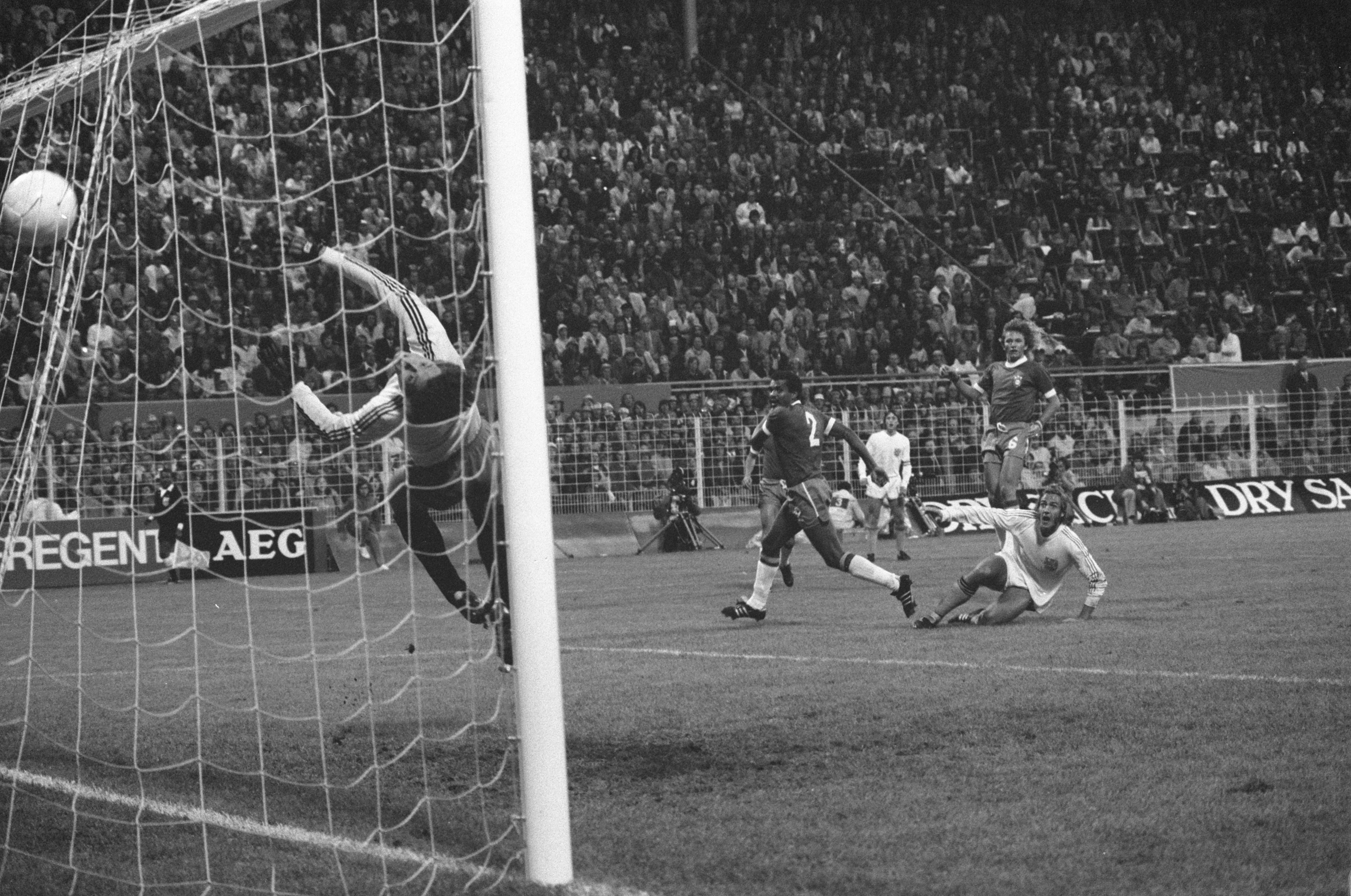
Nederland-Brazilië

Westfalenstadion (Dortmund) · Rheinstadion (Düsseldorf) · Waldstadion (Frankfurt am Main) · Parkstadion (Gelsenkirchen) · Volksparkstadion (Hamburg) · Niedersachsenstadion (Hannover) · Olympiastadion (München) · Neckarstadion (Stuttgart) · Olympiastadion (West-Berlijn)
Kwalificatie: Afrika (CAF) · Azië (AFC) & Oceanië (OFC) · Europa (UEFA) · Noord- en Midden-Amerika (CONCACAF) · Zuid-Amerika (CONMEBOL)